# Culladia
Culladia is een geslacht van vlinders van de familie grasmotten (Crambidae), uit de onderfamilie Crambinae.

## Soorten
- C. achroellum (Mabille, 1900)
- C. admigratella (Walker, 1963)
- C. albimedialis Hampson, 1919
- C. assamella Bleszynski, 1970
- C. cuneiferellus (Walker, 1863)
- C. dentilinealis Hampson, 1919
- C. elgonella Błeszyński, 1970
- C. evae Bleszynski, 1970
- C. hanna Bleszynski, 1970
- C. hastiferalis (Walker, 1865)
- C. incanella Zeller, 1827
- C. inconspicuellus (Snellen, 1872)
- C. lempkei Schouten, 1993
- C. miria Bleszynski, 1970
- C. paralyticus Meyrick, 1932
- C. serranella Błeszyński, 1970
- C. snelleni Schouten, 1993
- C. strophaea Meyrick, 1905
- C. suffusella Hampson, 1895
- C. tonkinella Bleszynski, 1970
- C. toonderi Schouten, 1993
- C. troglodytellus (Snellen, 1872)
- C. yomii Schouten, 1993